# Gold Is Where You Find It
Gold Is Where You Find It is een Amerikaanse film uit 1938 onder regie van Michael Curtiz. De film was een inspiratie voor de korte satire Gold Is Where You Lose It.

## Rolverdeling
| Acteur              | Personage                                 |
| ------------------- | ----------------------------------------- |
| George Brent        | Jared Whitney                             |
| Olivia de Havilland | Serena 'Sprat' Ferris                     |
| Claude Rains        | Colonel Christopher 'Chris' Ferris        |
| Margaret Lindsay    | Rosanne McCooey Ferris                    |
| John Litel          | Ralph Edward Ferris                       |
| Marcia Ralston      | Molly Featherstone                        |
| Barton MacLane      | Slag Martin (Credits)/Foreman Slag Minton |
| Tim Holt            | Lanceford 'Lance' Ferris                  |
| Sidney Toler        | Harrison 'Harry' McCooey                  |
| Henry O'Neill       | Californië Supreme Court Judge            |
| George Hayes        | Enoch Howitt                              |
| Harry Davenport     | Dr. 'Doc' Parsons                         |